# 王天林
王天林（英語：Wong Tin-lam，1928年10月23日—2010年11月16日），人稱天林叔，生於上海，香港電影導演、演員、電視劇監製，曾於香港無綫電視出任監製。為香港導演王晶之父，演員王子涵之祖父。

## 生平
1928年生於上海，1935年移居香港，經叔父王鵬翼引薦下，在1947年開始參與電影工作，曾擔任電影場記、錄音、助導等崗位。他第一套執導的電影是1950年的《峨嵋飛劍俠》上下集，時王天林僅廿二歲。此後其執導名作包括了經典歌舞片《野玫瑰之戀》及《教我如何不想她》、歌唱片《桃花江》及多齣以六十年代初港滬文化衝突為題材的南北喜劇系列。王天林更憑電影《家有喜事》（1959年）獲得第7屆亞洲影展最佳導演獎。此外，他亦曾執導不少廈語片和潮語片。
1970年代粵語片時代沒落，王天林曾有十七個月時間沒工作。至1973年，在鍾景輝推薦下，王天林加入無綫電視任監製，製作了多部民初劇和古裝劇。其監製名作包括經典劇集《啼笑因緣》、《書劍恩仇錄》、《倚天屠龍記》、《楚留香》、《京華春夢》、《射雕英雄傳系列》、《萬水千山總是情》等。
1991年，將1949年所製作的《孔雀聽令》，1957年所製作的《孔雀聽令2》，再度製作為暌違34年的《孔雀聽令3》。
自1992年起王天林已開始淡出導演行列，只是間中於電影中客串演出。
2006年，憑《黑社會》首度提名第二十五屆香港電影金像獎最佳男配角。最終黃秋生奪得。
2010年11月16日晚上8時30分，於香港浸會醫院去世，享年82歲。

## 家庭
其太太是演員梁淑文，長子是導演王晶，孫女是演員王子涵。

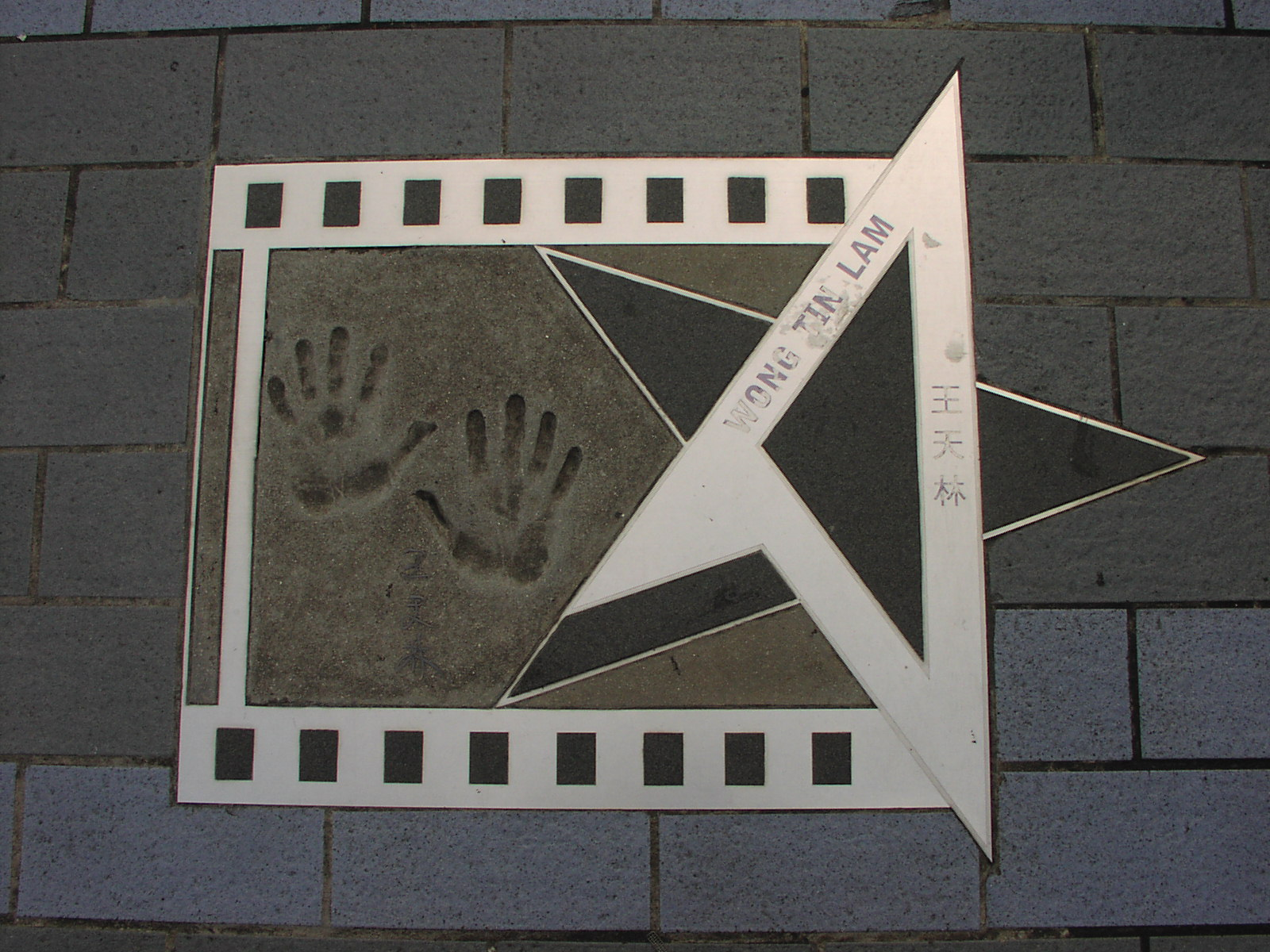
王天林在香港星光大道的手印及簽名

## 電影作品列表
| - 1949年：《孔雀聽令》 - 1951年：《刀劍論壇》 - 1950年：《峨嵋飛劍俠（上集）》 - 1950年：《峨嵋飛劍俠（下集）》 - 1950年：《飛劍俠血戰周家莊》 - 1950年：《花王之女》 - 1950年：《女三劍俠》 - 1950年：《峨嵋飛劍俠大破青螺谷》 - 1950年：《江湖奇俠》 - 1950年：《方世玉父子報血仇》 - 1951年：《雷電追風劍》 - 1951年：《峨嵋飛劍俠橫掃金銀宮》 - 1951年：《峨嵋飛劍俠誤闖風火島》 - 1951年：《荒江女俠大破蜈蚣陣》 - 1951年：《安安尋母》 - 1951年：《飛刀李鳳嬌》 - 1951年：《無敵連環鏢》 - 1951年：《雌雄雙俠》 - 1951年：《崑崙三劍俠（上集）》 - 1952年：《怪面虎大鬧骷髏洞》 - 1952年：《方世玉肉搏洪熙官》 - 1952年：《血濺金沙灣》 - 1952年：《奇俠黑旋風》 - 1952年：《女俠一丈紅》 - 1952年：《歌唱方世玉打擂台（上集）》 - 1952年：《歌唱方世玉打擂台（下集）》 - 1952年：《歌唱方世玉打擂臺上集》 - 1953年：《黃飛鴻義救海幢寺（上集）》 - 1953年：《黃飛鴻義救海幢寺（下集大結局）》 - 1953年：《怨女情癡》 - 1953年：《同遮唔同柄》 - 1954年：《峨嵋飛劍俠勇破生死關》 - 1954年：《觀世音》 - 1954年：《飛刀殺手王斯賴》 - 1955年：《梁山伯與祝英臺》 - 1955年：《百變梅花俠》 - 1955年：《真假濟公》 - 1955年：《小鳳仙(續集)》 - 1955年：《陳世美不認前妻》 - 1956年：《趙飛燕》 - 1956年：《黃飛鴻沙面伏神犬》 - 1956年：《鄭元和與李亞仙》 - 1956年：《安安尋母》 - 1956年：《那個不多情》 - 1956年：《江湖奇俠(上集)》 - 1956年：《江湖奇俠(下集大結局)》 - 1956年：《葡萄仙子》 - 1956年：《趙五娘》 - 1956年：《杜十娘怒沉百寶箱》 - 1956年：《薔薇處處開》 - 1956年：《桃花江》 - 1956年：《一榜三狀元》 - 1956年：《十三妹》 - 1956年：《潘巧雲情挑石秀》 - 1956年：《失匙夾萬》 - 1957年：《孔雀聽令II 孔雀叫牌》 - 1957年：《飛仙劍俠大破謀人寺(上集)》 - 1957年：《飛仙劍俠大破謀人寺(下集大結局)》 - 1957年：《火燒紅蓮寺(上集)》 - 1957年：《火燒紅蓮寺(續集)》 - 1957年：《阿里山之鶯》 - 1957年：《湘西趕屍記》 - 1957年：《棺材精生仔》 - 1957年：《風雨桃花村》 - 1957年：《小鳳》 | - 1958年：《愛情與金錢》 - 1958年：《地下火花》 - 1958年：《龍交龍鳳交鳳》 - 1958年：《熱女郎》 - 1958年：《番婆弄》 - 1958年：《望夫歸》 - 1958年：《銀海笙歌》 - 1958年：《浴室丟屍》 - 1958年：《蛇女思凡》 - 1958年：《濟公火燒琵琶精》 - 1959年：《兩傻大鬧太空》 - 1959年：《家有喜事》 - 1959年：《樑上佳人》 - 1959年：《火燒紅蓮寺(三集)》 - 1959年：《火燒紅蓮寺(四集)》 - 1959年：《百花公主》 - 1959年：《翠翠姑娘》 - 1960年：《多情的野貓》 - 1960年：《入室佳人》 - 1960年：《七喜臨門》 - 1960年：《私戀》 - 1960年：《小鳥依人》 - 1960年：《鐵臂金剛》 - 1960年：《女俠文婷玉》 - 1960年：《翠樓春曉》 - 1960年：《野玫瑰之戀》 - 1960年：《殺機重重》 - 1961年：《殺人王大戰扭計深》 - 1961年：《南北和》 - 1961年：《文婷玉火海殲仇》 - 1961年：《遊戲人間》 - 1962年：《南北一家親》 - 1962年：《火中蓮》 - 1962年：《一飛沖天》 - 1962年：《那個不多情(續集)》 - 1962年：《福慧雙修》 - 1963年：《教我如何不想她》 - 1963年：《小兒女》 - 1964年：《寶蓮燈》 - 1964年：《南北喜相逢》 - 1964年：《啼笑姻緣(上集)》 - 1964年：《啼笑姻緣(大結局)》 - 1964年：《情天長恨》 - 1964年：《深宮怨》 - 1965年：《珍珠淚》 - 1965年：《金玉奴》 - 1966年：《自作多情》 - 1966年：《鎖麟囊》 - 1967年：《麒麟送子》 - 1967年：《蘇小妹》 - 1968年：《血灑紅玫瑰》 - 1968年：《決鬥惡虎嶺》 - 1968年：《紅梅閣》 - 1968年：《七大盜》 - 1968年：《太太萬歲》 - 1969年：《盜璽》 - 1969年：《神經刀》 - 1969年：《試情記》 - 1970年：《異鄉客》 - 1971年：《追擊》 - 1972年：《奪命拳王》 - 1974年：《啼笑夫妻》 - 1979年：《大鬥大》 - 1980年：《懵女大賊傻偵探》 - 1991年：《孔雀聽令III 孔雀聽牌》 - 1996年：《九品芝麻官II》 | - 1949年：《孽海痴魂》 - 1955年：《小白菜》 - 1950年：《關東九俠（二集）》 - 1953年：《黃飛鴻義救海幢寺（上集）》 - 1953年：《黃飛鴻義救海幢寺（下集大結局）》 - 1954年：《觀世音》 - 1959年：《兩傻大鬧太空》 - 1965年：《金玉奴》 - 1968年：《紅梅閣》 - 1971年：《追擊》 - 1979年：《大鬥大》 - 1950年：《關東九俠（上集）》 - 1989年：《鬼媾人》 - 1990年：《絕橋智多星》 - 1949年：《司馬夫大破蜜糖黨》 - 1948年：《金粉世家》 - 1962年：《桃李爭春》 - 1987年：《精裝追女仔》 - 1987年：《爛賭英雄》 - 1989年：《阿郎的故事》 - 1990年：《師兄撞鬼》 - 1991年：《沙灘仔與周師奶》 - 1992年：《審死官》 - 1994年：《非常偵探》 - 1997年：《暗花》 - 1998年：《98古惑仔之龍爭虎鬥》飾 七叔 - 1998年：《龍在江湖》 - 1999年：《鎗火》飾 肥祥 - 2000年：《行規》 - 2000年：《中華賭俠》 - 2001年：《瘦身男女》 - 2001年：《鍾無艷》飾 土地公公 - 2002年：《我左眼見到鬼》 - 2002年：《賭俠2002》 - 2002年：《嚦咕嚦咕新年財》 - 2002年：《豐胸秘Ｃｕｐ》 - 2003年：《PTU》 - 2003年：《飛虎雄師Ⅱ邊缘人》 - 2004年：《精裝追女仔2004》飾 龍蝦叔 - 2005年：《最愛女人購物狂》 - 2005年：《雀聖2自摸天后》飾 過三洞 - 2005年：《黑社會》 - 2006年：《鬼眼刑警》 - 2006年：《黑社會以和為貴》 - 2007年：《美女食神》 - 2007年：《七擒七縱七色狼》飾 肥佬林 - 2008年：《奪帥》 - 2009年：《金錢帝國》 - 2010年：《滅門》 |

## 電視作品列表
| - 1975年：《民間傳奇之聶小倩》 - 1976年：《無花果》 - 1976年：《民間傳奇之珍珠塔》 - 1976年：《民間傳奇之寶蓮燈》 - 1976年：《民間傳奇之繡襦記》 - 1976年：《書劍恩仇錄》 - 1976年：《狂潮》（其他監製：梁淑怡、石少鳴） - 1976年：《陸小鳳之金鵬之謎》 - 1977年：《陸小鳳之決戰前後》 - 1978年：《陸小鳳之武當之戰》 - 1978年：《蕭十一郎》 - 1978年：《小李飛刀》 - 1978年：《小李飛刀之魔劍俠情》 - 1979年：《楚留香》 - 1980年：《千王之王》 - 1980年：《京華春夢》 - 1981年：《流氓皇帝》 - 1981年：《千王群英會》 - 1981年：《楊門女將》 - 1981年：《女黑俠木蘭花》 - 1982年：《新民間傳奇》 - 1982年：《星塵》 - 1982年：《郎歸晚》 - 1982年：《萬水千山總是情》 - 1983年：《射鵰英雄傳之鐵血丹心》 - 1983年：《射鵰英雄傳之東邪西毒》 - 1983年：《射鵰英雄傳之華山論劍》 - 1984年：《決戰玄武門》 - 1984年：《五虎將》 - 1984年：《香江花月夜》 - 1985年：《好女當差》 - 1985年：《雪山飛狐》 - 1985年：《林沖》 - 1986年：《倚天屠龍記》 - 1987年：《母與子》（收錄於《巨星單元劇場黎明篇》） - 1988年：《名門》 - 1988年：《老子萬歲》 - 1988年：《殭屍奇兵》 - 1989年：《摘星的女人》 - 1989年：《天機》 - 1990年：《奇幻人間世》 - 1990年：《歡樂山城》 - 1990年：《朝陽》 - 1991年：《邊城浪子》 - 1992年：《血璽金刀》 - 1992年：《三喜臨門》 - 1992年：《夢斷銀城》 - 1974年：《啼笑因緣》（兼以筆名王森擔任編劇，並以王森之名兼為插曲〈賣唱姑娘〉、〈送郎〉、〈我和你〉填詞，皆由顧嘉煇作曲及編曲、仙杜拉主唱） - 1974年：《民間傳奇之獅吼記》 - 1975年：《香港風情畫》 - 1975年：《小婦人》 - 1976年：《民間傳奇之西廂記》（兼導演） - 1977年：《民間傳奇之帝女花》（兼導演） - 1977年：《民間傳奇之金玉奴》 - 1981年：《流氓皇帝》 - 1983年：《神雕俠侶》 - 1993年：《新朱門怨》 - 1998年：《縱橫四海》 - 2001年：《縱橫天下》 - 2001年：《祖先開眼》 |

## 獎項及提名
- 第7屆亞洲影展最佳導演獎
- 2002年獲金紫荊終身成就獎
- 第25届香港電影金像獎最佳男配角提名
- 第42届金馬獎最佳男配角提名

## 外部連結
- 王天林在香港影庫上的簡介
- 重量級豁達王天林
- 香港影片大全第五卷（1960-1964）
- 人物简介：王天林
- 王天林 （页面存档备份，存于）